# Corrubbio
Corrubbio è una frazione del comune italiano di San Pietro in Cariano, in provincia di Verona.

## Storia
Il toponimo Corrubbio deriva dal latino quadruvium "quadrivio" e si riferisce al transito della romana via Claudia Augusta o comunque di una sua diramazione.
Sino al 1929 ha costituito la sede dell'ex comune di Negarine, comprendente anche la vicina Settimo di Pescantina.
Durante la seconda guerra mondiale, la zona fu teatro di eccidi e distruzioni. Dopo l'8 settembre 1943, come gran parte dell'arco alpino, Corrubbio venne occupato dalle truppe della Germania nazista. Vennero quindi requisite ville, edifici privati e scuole. L'imprecisione delle bombe sganciate dagli aerei alleati nel tentativo di colpire la ferrovia e la strada del Brennero causò numerosi danni e diversi morti e feriti tra la popolazione civile. Al termine del conflitto, il 25 aprile 1945 alle dieci e mezza di sera circa, i tedeschi ormai in fuga fecero esplodere una polveriera a Corrubbio (sul monte Sausto) causando 29 morti e distruggendo decine di abitazioni.

## Monumenti e luoghi d'interesse

### Chiesa di San Martino

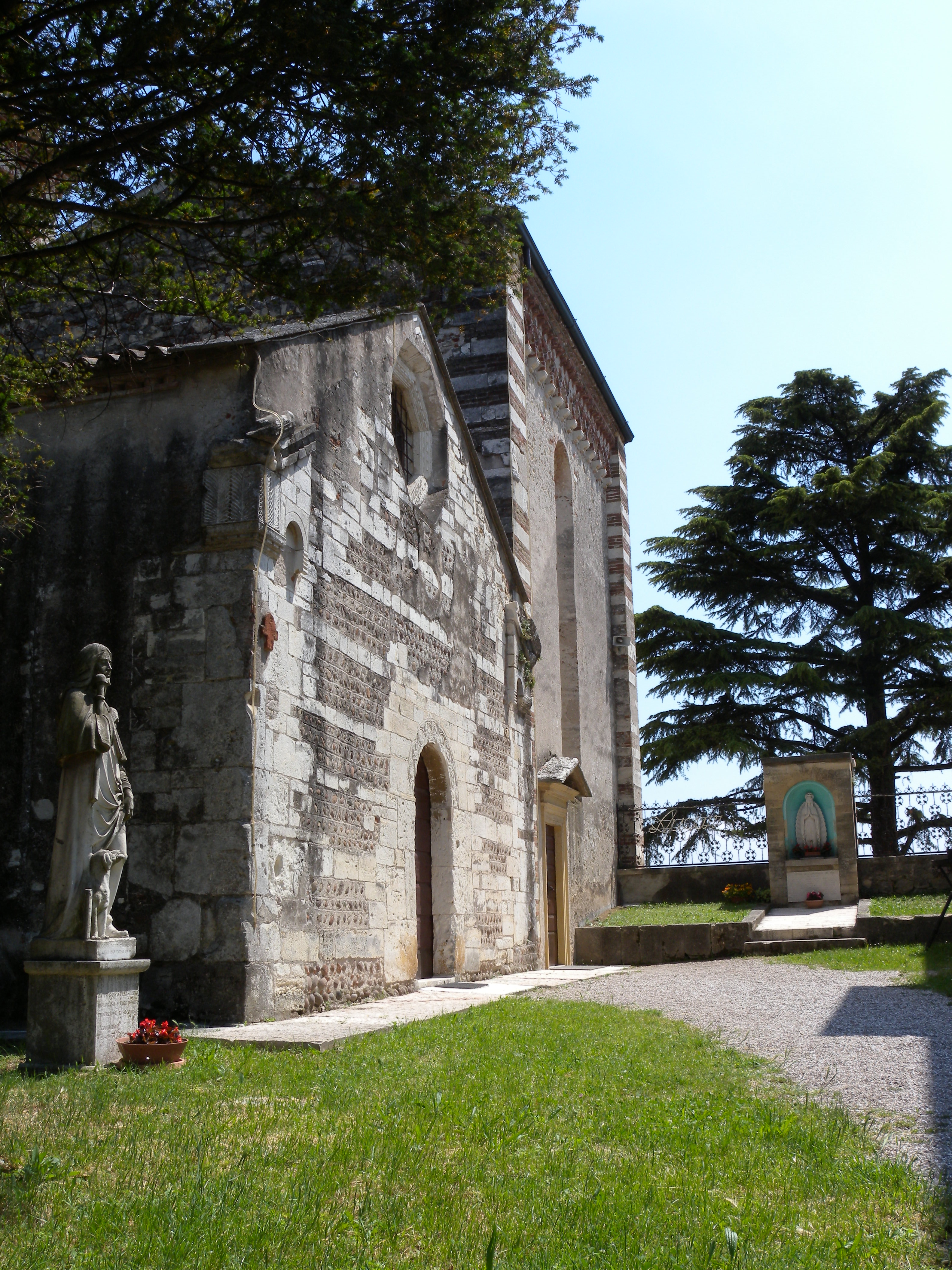
Il complesso religioso San Martino-San Rocco.

Compare per la prima volta in un documento del Duecento, tuttavia la dedicazione al santo-guerriero Martino di Tours la potrebbe far risalire all'epoca longobarda. La chiesa attuale è un edificio romanico del XII secolo (forse ricostruito dopo il terremoto di Verona del 1117) ma conserva alcune parti più antiche: in particolare la parete settentrionale reca i resti di un affresco risalente alla prima metà del X secolo.
Altri dipinti risalgono al XIV secolo e vengono attribuiti al maestro Pierfrancesco Cicogna.
Adiacente è la cappella di San Rocco, tardo-gotica: fu innalzata nel Quattrocento dalla famiglia Banda per chiedere la fine di una pestilenza.
La chiesa, come del resto l'intera frazione, dipende dalla parrocchia di Castelrotto.

### Architetture civili
A Corrubbio vi sono alcune ville venete:
- Villa Zambelli, Caldera, detta "Le Cedrare"
- Villa Amistà (ora utilizzata come hotel di lusso)
- Villa Lorenzi-Banda
- Villa Betteloni detta "San Giusto"